# 마이 걸, 마이 엔젤
《마이 걸, 마이 엔젤》(프랑스어: Ma fille mon ange, 영어: My Daughter, My Angel)는 캐나다에서 제작된 알렉시스 듀랜드-브라울트 감독의 2007년 드라마 영화이다. 카린 바나스 등이 주연으로 출연하였고 리처드 랄론드 등이 제작에 참여하였다.

## 출연

### 주연
- 카린 바나스
- 미쉘 코떼

### 조연
- 크리스찬 베갱
- 피에르-뤽 브리양
- 니콜라스 카누엘
- 헬렌 플로렝
- 서지 후드
- 로렌스 르보프

## 기타
- 의상: 오뎃 가도리